# Glochidion senyavinianum
Glochidion senyavinianum là một loài thực vật có hoa trong họ Diệp hạ châu. Loài này được Glassman mô tả khoa học đầu tiên năm 1952.